# Kościół Pana Jezusa i klasztor Trynitarzy w Wilnie
Kościół Pana Jezusa i klasztor Trynitarzy w Wilnie – kościół położony przy ulicy Smėlio (przed 1945 – Piaski) w dzielnicy Antokol. Wybudowany w stylu barokowym w latach 1694-1717 dla zakonu trynitarzy.

## Historia
Inicjatorem budowy kościoła i klasztoru dla nowo sprowadzonego do Rzeczypospolitej Obojga Narodów zakonu trynitarzy był w 1694 wojewoda wileński Kazimierz Jan Sapieha.  Założenie miało powstać w sąsiedztwie jego pałacu na Antokolu. Budowę kościoła ukończono w 1717, prawie równocześnie z innym kościołem zakonu w Trynopolu. Nowo wzniesiona świątynia otrzymała wezwanie Pana Jezusa i dodatkowo Trójcy Przenajświętszej, patronki zakonu. Wystrój jej wnętrza przypisywany był Piotrowi Pertiemu, twórcy stiuków w pobliskim kościele św. Piotra i Pawła. Wyposażenie kościoła stanowiło 7 ołtarzy i cudowny krucyfiks. W jednym z ołtarzy umieszczona była drewniana figura Pana Jezusa Madryckiego. W niewielkim klasztorze mieściło się kolegium zakonu i szkoła parafialna.
W 1772, w chwili I rozbioru Polski w klasztorze żyło 19 zakonników. W 1812, w czasie przemarszu wojsk napoleońskich przez Wilno kościół został przez nie obrabowany i zniszczony. W 1840 w tym kościele pobrali się Stanisław Moniuszko i Aleksandra Müller.
W 1864, za rządów Murawiowa, władze rosyjskie zlikwidowały zakon trynitarzy, kościół zamknęły, a klasztor skonfiskowały. Kościół został przebudowany na cerkiew garnizonową św. Michała Archanioła. Niemal cały jego wystrój (sztukaterie, ołtarze i nagrobki) został zniszczony, w tym nagrobek marszałka wielkiego litewskiego, Aleksandra Pawła Sapiehy. Krucyfiks przeniesiono do kaplicy królewskiej w katedrze, a figurę Pana Jezusa – do kościoła św. Piotra i Pawła. Oszpecono fasadę dobudowując kruchtę.
Po odzyskaniu przez Polskę niepodległości w 1918 kościół Pana Jezusa został odzyskany na potrzeby religijne i częściowo odrestaurowany. Usunięto naleciałości rosyjskie, ale przywrócenie kościołowi pierwotnej szaty nie było już możliwe. Nową sztukaterię zaprojektował Hermanowicz, a ołtarze architekt Borowski.
Klasztor w 1924 przeznaczono na uniwersytecką klinikę dermatologiczną, po 1945 znajdowały się tam koszary. W latach 1993–1998 w klasztorze mieściło się seminarium duchowne. W 2000 r. kościół i klasztor przekazano joannitom.

## Architektura
Kościół Pana Jezusa został zbudowany w stylu późnego baroku przechodzącego w rokoko, na zbliżonym do rotundy (ośmiobocznym) planie. Nakryty został dużą, płaską kopułą. Fasadę ujęto w dwie niewysokie wieże o hełmach w kształcie ostrosłupa oraz wybudowano w niej reprezentacyjny portal. Fasadę zdobi fryz, przedstawiający anioła trzymającego zakonnika i wykupionego z niewoli jeńca (jednym z celów zakonu trynitarzy było wydostawanie z niewoli muzułmańskiej jeńców chrześcijańskich). Fryz jest częściowo zasłonięty kruchtą.
Dekoracja rzeźbiarska wnętrza była niezwykle delikatna i bogata, bardzo przypominała wystrój kościoła Świętych Piotra i Pawła, choć była nieco skromniejsza.
Do naszych czasów zachowało się jednak niewiele z pierwotnych dekoracji.

## Galeria

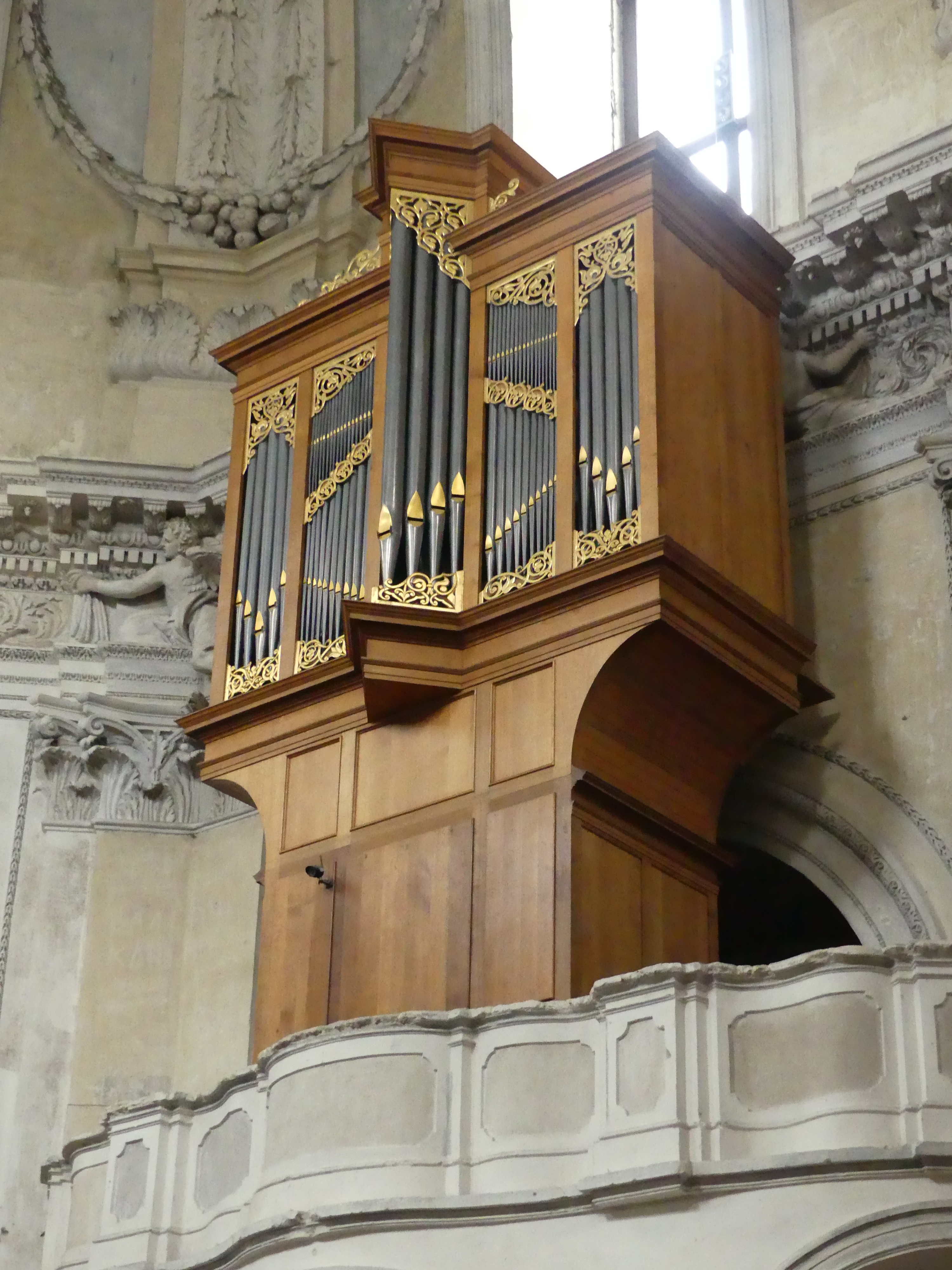
Organy
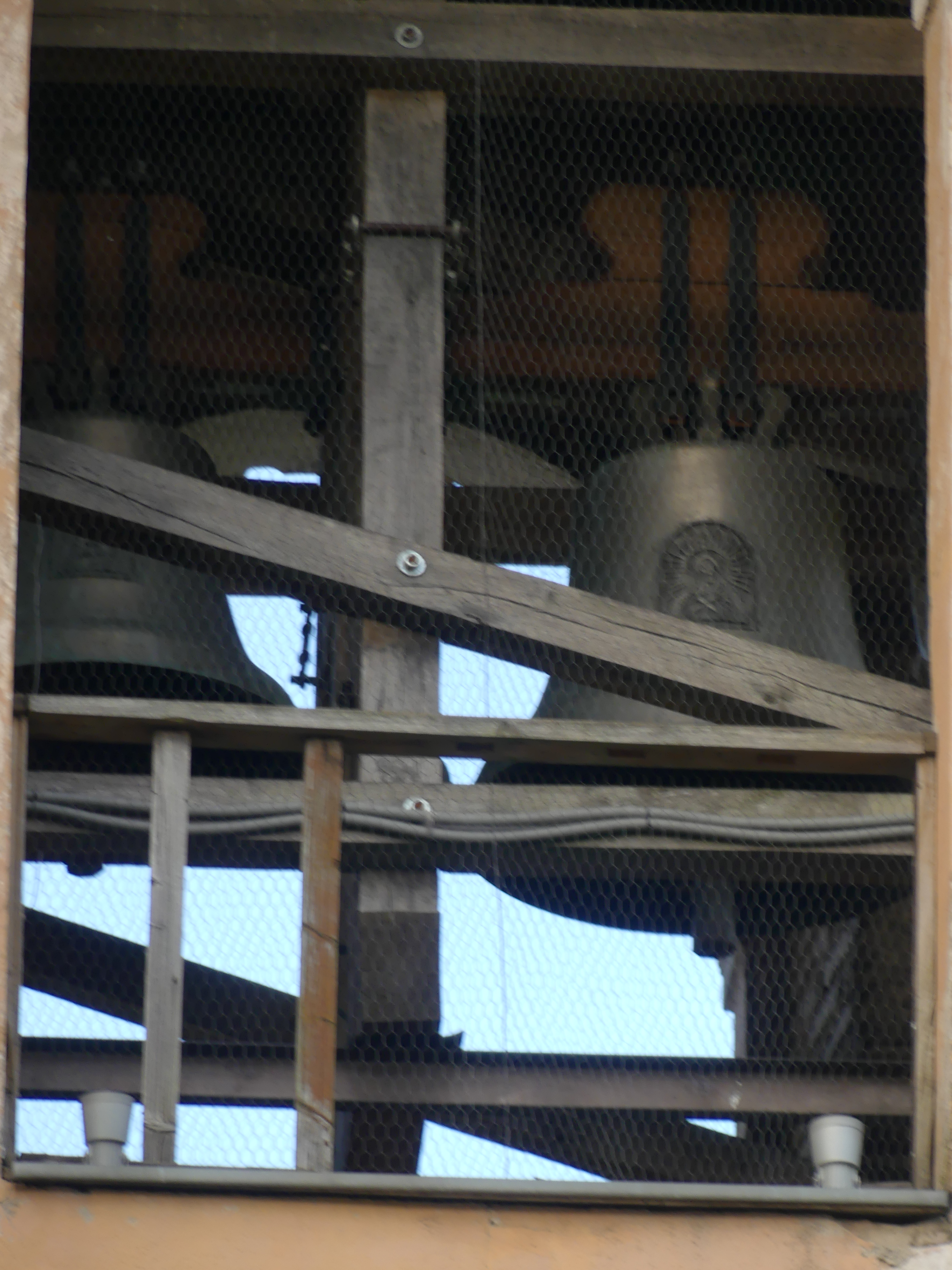
Dzwony
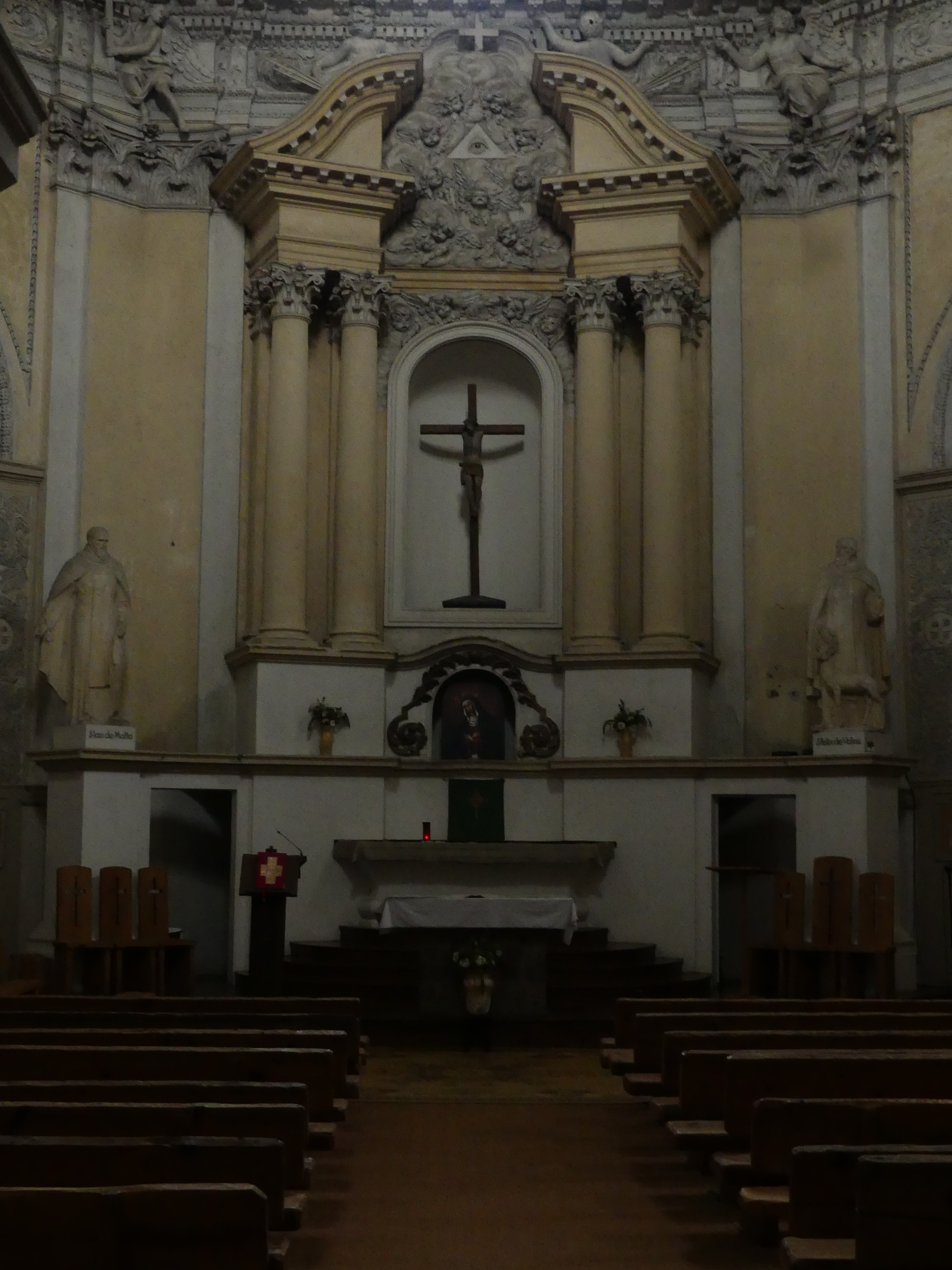
Ołtarz główny
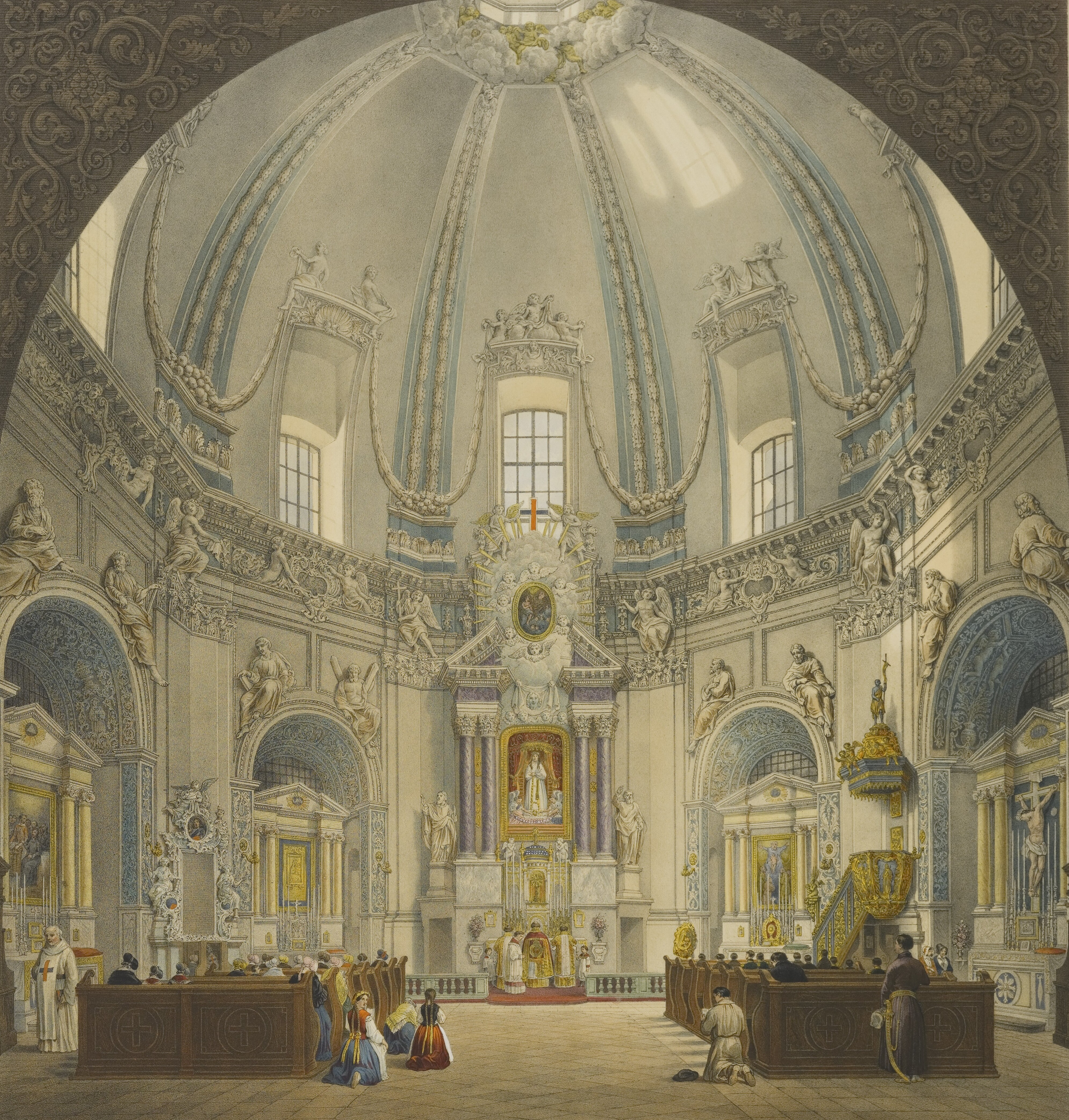
Wnętrze, przed 1845